# 蒂溫特薩縣
2°55′3″S 77°48′6″W / 2.91750°S 77.80167°W
蒂溫特薩縣（西班牙語：Cantón Tiwintza），是厄瓜多爾的縣份，位於該國東南部，由莫羅納-聖地亞哥省負責管轄，面積815.7平方公里，海拔高度225米，人口6,995，人口密度每平方公里8.58人。